# Stjepan II., papa
U službenim izvorima Svete stolice koji prethode 1961. godini ovaj je papa bio nazivan Stjepan III., a njegov je prethodnik nazivan Stjepan II. Vidi pojašnjenje u članku Stjepan (II.).
Stjepan II. († 26. travnja 757.) je bio papa od 752. do 757. Na službu je izabran nakon brze smrti njegovog prethodnika koji je također uzeo ime Stjepan, a umro je nakon samo četiri dana u službi, bez da je zaređen za biskupa.
Neposredno prije njegova stupanja u službu Langobardi su 751. zauzeli Ravennu, sjeverno od Rima, bivše središte bizantskog egzarhata na Zapadu, te počeli prijetiti i samom Rimu. Iz Carigrada nije stizala nikakva pomoć, jer je i sam Bizant bio pritisnut, s jedne strane borbama s arapskom dinastijom Abasida, a s druge strane obranom od Bugara. Usto, ni odnosi između papa i bizantskih careva nisu tada bili najbolji.
Stjepan se tada obratio za pomoć Pipinu Malom, koji je nedavno okrunjen za franačkoga kralja. Sam je papa otputovao u Pariz kako bi osobno molio za pomoć. 6. siječnja 754. ponovno je posvetio Pipina za kralja, a Pipin je zauzvrat preuzeo ulogu zaštitnika Crkve, te su se on i njegovi sinovi obvezali da će štititi Rim i okolne zemlje. To je tzv. Pipinova darovnica kojom je u stvarnosti udaren temelj Papinske države.
Pipin je dvaput provalio u Italiju kako bi riješio problem Langobarda, te zemlju između Rima i Ravenne predao papi, premda je langobardske kraljeve ostavio na vlasti u njihovu kraljevstvu.
| Prethodnik:          | Papa | Nasljednik:            |
| Stjepan (II.) (752.) | Papa | Pavao I. (757. – 767.) |